# مارسلو ترپاسسو
مارسلو ترپاسسو (انگلیسی: Marcelo Trapasso؛ زادهٔ ۳۰ آوریل ۱۹۷۶) بازیکن فوتبال اهل آرژانتین است.
از باشگاه‌هایی که در آن بازی کرده‌است می‌توان به باشگاه فوتبال سوشو اشاره کرد.